# Rhea Silvia

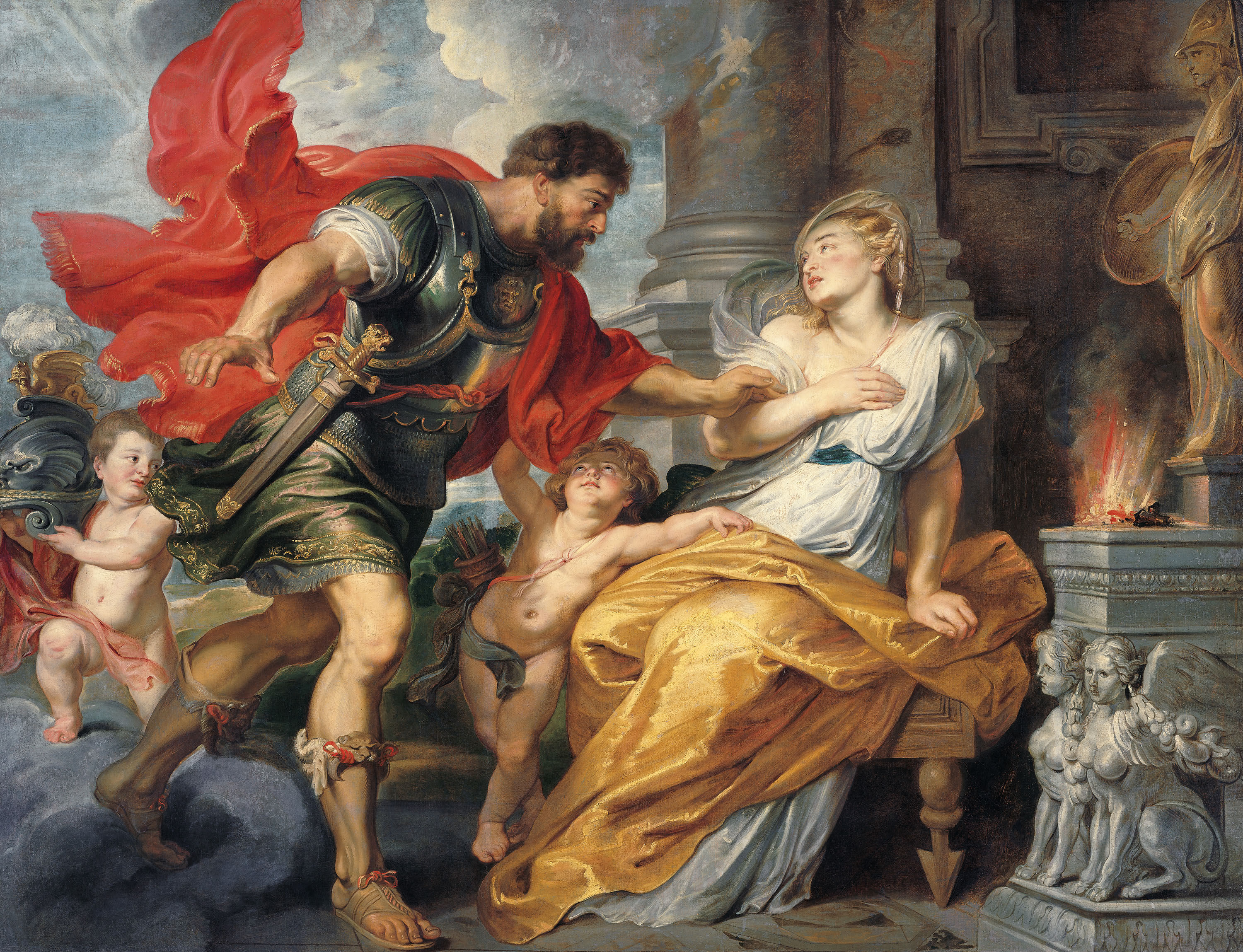
Mars och Rhea Silvia (av Rubens)

Rhea Silvia (även Rea Silvia) var enligt romersk mytologi mor till Romulus och Remus. Hon hade vigts som vestal av sin farbror, så att hon aldrig skulle få barn. Dock våldtogs hon i skogen av guden Mars.
Asteroiden 87 Sylvia är uppkallad efter henne. Även nedslagskratern Rheasilvia på asteroiden 4 Vesta är uppkallad efter henne.